# أيسار (إسبانيا)
بلدية أيسار (بالإسبانية: Isar)‏، هي إحدى بلديات مقاطعة برغش، التي تقع في منطقة قشتالة وليون، والتي تقع في شمال غرب إسبانيا.
يبلغ عدد سكانها 412 نسمة وفقاً لإحصائية سنة (2002).